# Coppa Jean Niculescu 1914-1915
La Coppa Niculescu 1914-1915 è stata la sesta edizione del campionato di calcio rumeno disputata tra settembre e dicembre 1915 e vide la vittoria finale della Româno-Americana Ploiești.
Una seconda competizione, la Coppa Harwaster, naufragò dopo un solo match disputato.

## Formula
Il campionato, originariamente denominato Cupa Jean Luca P. Niculescu fu disputato da sei squadre. Per la prima volta partecipò un club che non sia di Bucarest o Ploiești, l'Oltenia Craiova.

## Classifica finale
|  | Pos. | Squadra                   | Pt | G  | V | N | P | GF | GS | DR  |
|  | ---- | ------------------------- | -- | -- | - | - | - | -- | -- | --- |
|  | 1.   | Româno-Americana Ploiești | 18 | 10 | 8 | 2 | 0 | 31 | 4  | +27 |
|  | 2.   | Prahova Ploiești          | 17 | 10 | 7 | 3 | 0 | 50 | 12 | +38 |
|  | 3.   | Colentina AC București    | 11 | 10 | 5 | 1 | 4 | 15 | 15 | 0   |
|  | 4.   | Bukarester FC             | 8  | 10 | 4 | 0 | 6 | 20 | 29 | -9  |
|  | 5.   | Colțea București          | 4  | 10 | 2 | 0 | 8 | 5  | 35 | -20 |
|  | 6.   | Oltenia Craiova           | 2  | 10 | 1 | 0 | 9 | 6  | 32 | -26 |

Legenda:

      Campione 
Note:

Due punti a vittoria, uno a pareggio, zero a sconfitta.

### Verdetti
- Româno-Americana Ploiești Campione di Romania 1915.